# Starczanowo (Poznań)
Pour les articles homonymes, voir Starczanowo.
Starczanowo (prononciation : [start͡ʂaˈnɔvɔ]) est un village polonais de la gmina de Murowana Goślina dans le powiat de Poznań de la voïvodie de Grande-Pologne dans le centre-ouest de la Pologne.
Il se situe à environ 6 kilomètres au nord-ouest de Murowana Goślina (siège de la gmina) et à 23 kilomètres au nord de Poznań (siège du powiat et capitale régionale).

## Histoire
De 1975 à 1998, le village faisait partie du territoire de la voïvodie de Poznań.

Depuis 1999, Starczanowo est situé dans la voïvodie de Grande-Pologne.